# 新栄教会

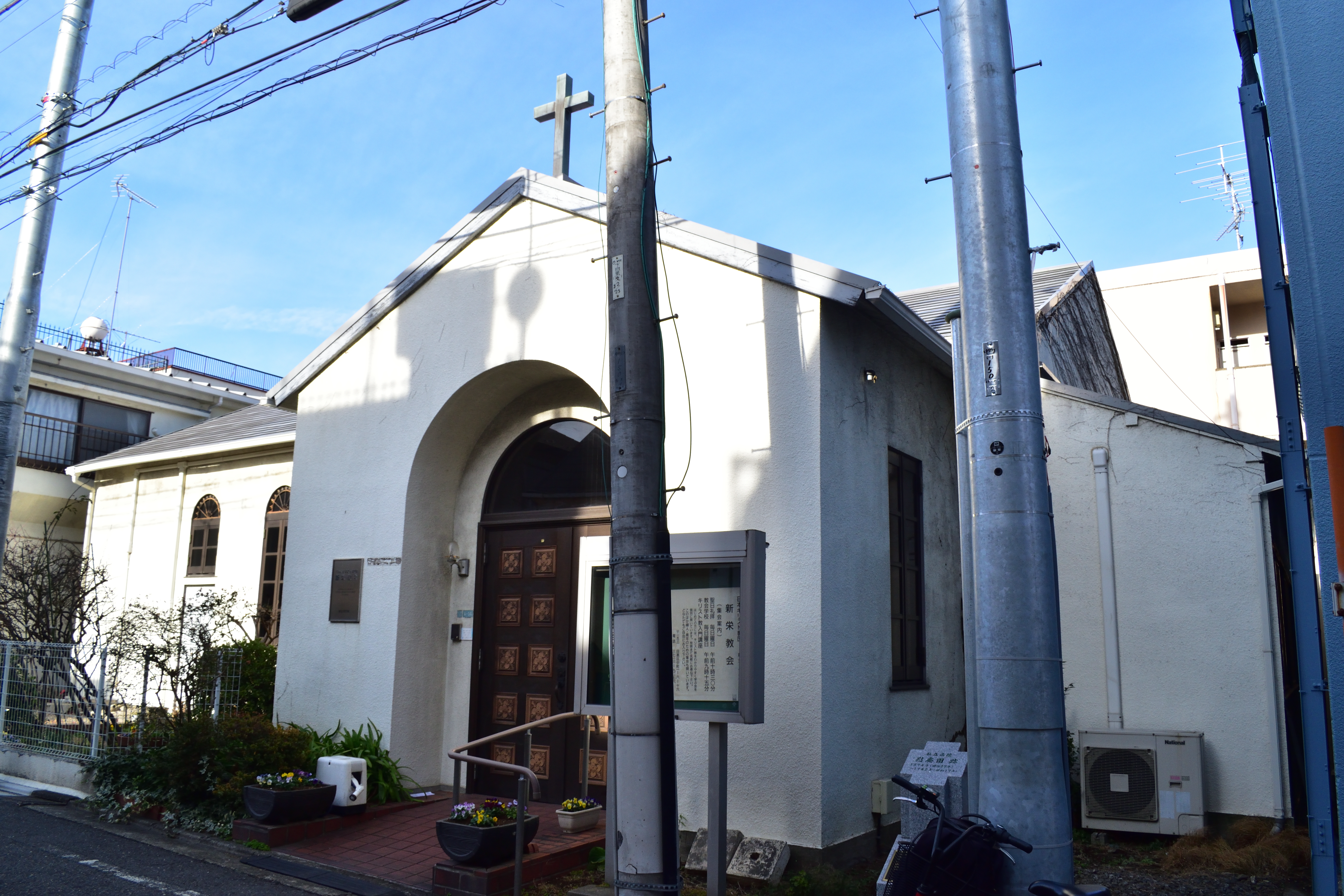
日本基督教団新栄教会

新栄教会（しんさかえきょうかい）は、1873年（明治6年）に設立された東京最初の教会である東京公会または新榮會堂のことである。後に、新栄橋教会になり、新栄教会になる。現在は、東京都目黒区で日本基督教団新栄教会として現存する。

## 歴史
1873年（明治6年）に長老派宣教師のディビッド・タムソンの発案によって、東京在住信徒のために、横浜公会の支会として、デビット・タムソン仮牧師と小川義綏長老によって設立された。設立に先立ち、横浜公会の会員総会で満場一致で議決して、東京支会会員8名が連盟して、設立許可の請書を提出して、これに対して、横浜本会の奥野昌綱長老とジェームス・バラ仮牧師が推薦状を与えた。以降横浜公会と東京公会は協調関係にあった。タムソンは1880年まで仮牧師を務めた。
1880年（明治13年）に初代牧師として石原保太郎が牧師に就任する。1878年（明治11年）に第一回全国基督教信徒大親睦会が開かれた。石原牧師時代の1882年にも第三回全国基督教信徒大親睦会が開かれた。
後に、横浜の奥野昌綱長老と東京の小川長老が日本人最初の伝道旅行を、上総と武州八王子で行った。
現在の目黒の所在地では、1894年（明治27年）から1942年（昭和17年）まで、プロテスタント系の慈善団体「好善社」がハンセン病療養所「慰廃園」を運営していた。

## 歴代牧師
- 仮牧師:デイビッド・タムソン(1873 - 1880)
- 初代:石原保太郎(1880 - 1990)
- 第2代:貴山幸次郎(1890 - 1897)

## 出身者
- 櫛部漸
- 石原量
- 矢嶋楫子

## 現在の所在地
東京都目黒区中町一丁目6番16号